# Dragon C111

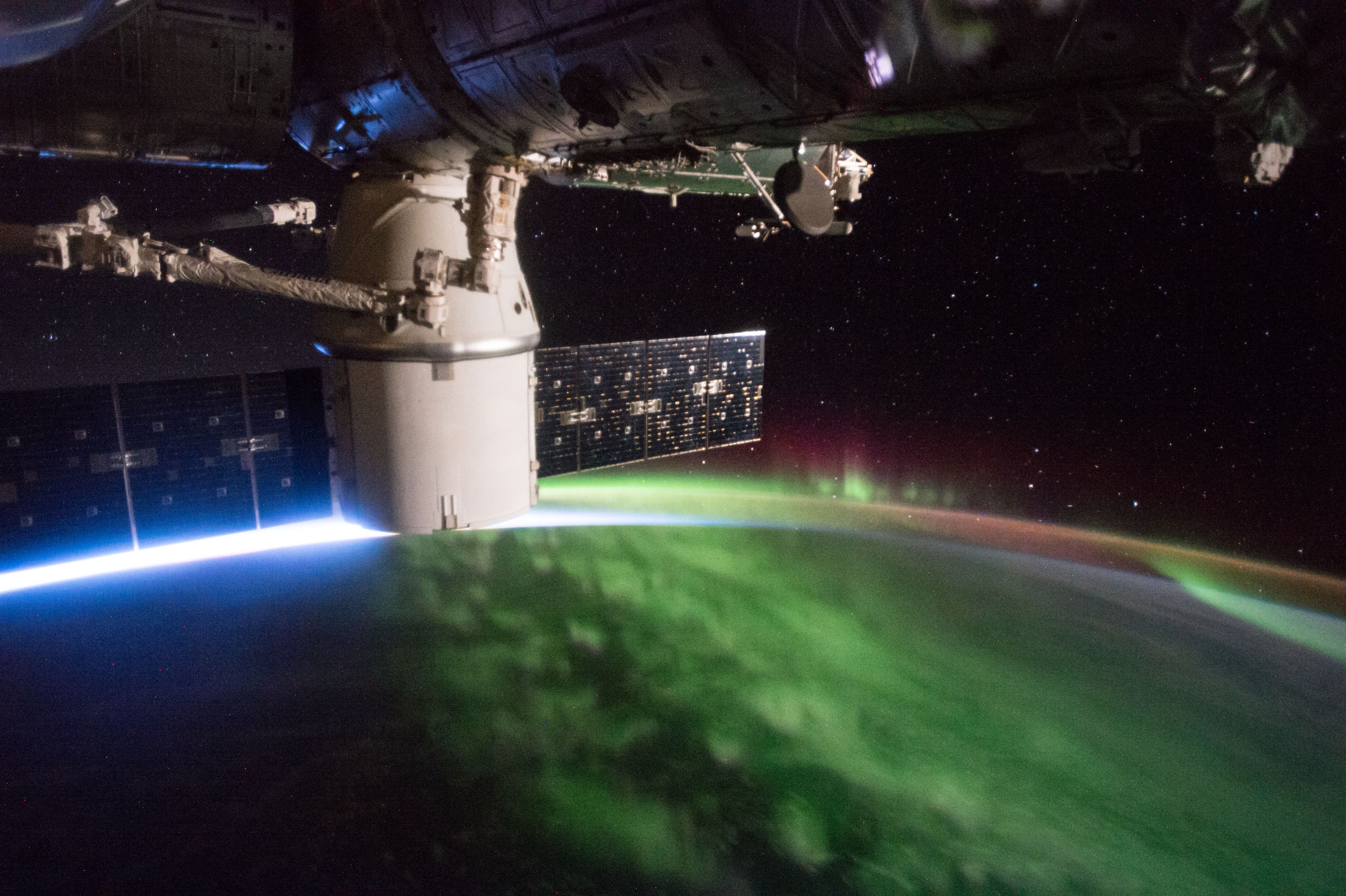
Dragon připojený k ISS při misi CRS-9

Dragon C111 je opakovaně použitá kosmická loď typu Dragon vyrobená společností SpaceX. Poprvé letěla 18. července 2016 při misi CRS-9 k Mezinárodní vesmírné stanici, 26. srpna 2016 se vrátila na Zemi (do Tichého oceánu). Znovu letěla 29. června 2018 při misi CRS-15 a po 35 dnech 3. srpna přistála na hladině Tichého oceánu.
Kosmická loď Dragon se skládá z hermetizované návratové kapsle, tepelného štítu s padáky a nehermetizované nástavby (trunk) nesoucí solární panely. Nástavba se u opakovaně použitých lodí vyrábí vždy nová, před odpojením od ISS se naplní odpadem a shoří při návratu do atmosféry.
Loď byla od začátku navržena jako znovupoužitelná. Návratové kapsle lodí Dragon mají certifikaci pro tři lety, zatím každý letěl maximálně dvakrát. Vzhledem k počtu nasmlouvaných misí nejspíše dojde i na třetí použití některých z lodí.

## Historie letů
| Číslo použití | Mise   | Emblém | Místo startu | Datum startu (UTC)       | Datum přistání (UTC)  | Poznámky |
| ------------- | ------ | ------ | ------------ | ------------------------ | --------------------- | -------- |
| 1             | CRS-9  |        | SLC-40       | 18. července 2016, 04:44 | 26. srpna 2016, 15:47 |          |
| 2             | CRS-15 |        | SLC-40       | 29. června 2018 11:42    | 3. srpna 2018, 22:17  |          |